# Pseudomonocentrididae
La famiglia estinta Pseudomonocentrididae comprende piccoli pesci teleostei fossili, simili ai moderni Monocentridae, vissuti durante l’Albiano e il Cenomaniano (Cretaceo inferiore e superiore) nella regione dell’attuale Messico, in particolare nella Cava di Muhi vicino a Zimapán, nello Stato di Hidalgo.

## Descrizione
I membri della famiglia Pseudomonocentrididae sono pesci di piccole dimensioni, lunghi meno di 6 centimetri. Presentano una testa molto grande e un corpo globoso, simile a un palloncino, con un peduncolo caudale corto e sottile. Il corpo è coperto da scudi ossei pesantemente ossificati e sovrapposti, disposti in modo irregolare. Le spine delle pinne dorsali sono assenti, mentre sono presenti robuste spine pelviche e anali. L’opercolo è molto sviluppato, mentre il subopercolo è piccolo e sottile e si trova posteroventralmente all’opercolo. L’interopercolo, lungo e prominente, supera il margine inferiore del preopercolo. Le ossa craniche e le scaglie corporee presentano una ricca ornamentazione con tubercoli e creste ossee.

## Classificazione
La famiglia è rappresentata da due generi e specie scoperti nella Cava di Muhi: Handuichthys interopercularis e Pseudomonocentris microspinosus. Queste due specie si distinguono dall’acantomorfo Dalgoichthys tropicalis per la presenza di un interopercolo molto sviluppato, per la diversa forma del subopercolo e degli infraorbitali 2 e 3, e per la disposizione degli scudi corporei, che in Handuichthys e Pseudomonocentris è irregolare, mentre in Dalgoichthys è ordinata in file longitudinali.
Sebbene mostrino somiglianze con i bericiformi, gli Pseudomonocentrididae sono considerati Acanthomorpha incertae sedis, data la combinazione di caratteri peculiari che rendono difficile l’attribuzione a ordini già noti. La specie Dalgoichthys tropicalis possiede scudi disposti in file regolari simili a quelli degli Agonidae, e caratteri mosaico tra Cottiformes e Scorpaeniformes; per questo motivo è considerata un acantomorfo incertae sedis distinto dalla famiglia Pseudomonocentrididae.

## Paleoambiente
Gli Pseudomonocentrididae facevano parte della ricca fauna fossile della Cava di Muhi, un giacimento cretaceo di ambiente marino relativamente profondo, situato nella Tetide occidentale, caratterizzato da acque calde. La loro morfologia suggerisce una specializzazione difensiva in risposta a predatori, e la loro abbondanza nel sito indica che costituivano una componente importante della fauna locale.

## Importanza paleontologica
La famiglia Pseudomonocentrididae rappresenta un esempio precoce di evoluzione di forme fortemente corazzate tra i teleostei moderni, ed evidenzia l’elevata diversificazione dei pesci ossei nelle acque tropicali del Cretaceo inferiore del Messico.